# Erskine Bowles

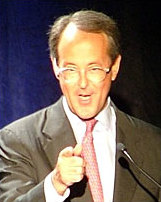
Erskine Bowles

Erskine Boyce Bowles (* 8. August 1945 in Greensboro, North Carolina) ist ein amerikanischer Geschäftsmann und Politiker aus North Carolina. Von 1997 bis 1998 war er Stabschef des Weißen Hauses.

## Leben
Der Sohn des demokratischen Politikers Skipper Bowles verbrachte seine Kindheit in Greensboro. Seinen Schulabschluss bestand er an der episkopalischen Schule Virginias, anschließend besuchte er das College. Seinen Abschluss in Wirtschaft machte er an der Universität von North Carolina. Hier wurde er auch Mitglied der Zeta-Psi-Studentenverbindung. Nach seinem Militärdienst bei der Küstenwache schrieb er sich bei der Columbia Business School ein, hier bestand er seinen M.B.A. und wurde zum Sprecher der Studenten gewählt.
Anschließend arbeitete er bei der Finanzberatung Morgan Stanley in New York. Hier lernte er auch seine spätere Frau Crandall Close kennen, die er 1972 heiratete. Zusammen haben sie drei Kinder. 1972 zogen sie nach North Carolina zurück; Bowles half seinem Vater, der sich für die Gouverneurswahlen beworben hatte. 1975 war Erskine Bowles einer der Gründer der Investmentfirma Bowles Hollowell Conner. Bis in die 1990er Jahre arbeitete er mit großen Firmen zusammen.

## Mitarbeit bei Bill Clinton
Als Spendensammler für den Wahlkampf Bill Clintons 1992 wurde er zunehmend politisch bedeutend. Nach dem Wahlsieg wurde er von Clinton zum Chef der Beratungsstelle für Mittelständische Unternehmen ernannt. Vom Oktober 1994 bis Dezember 1995 arbeitete er als stellvertretender Stabschef im Weißen Haus.
Nach einer kurzen Rückkehr nach North Carolina, wo er die Handelsbank Carousel Capital mitbegründete, wurde Bowles von Clinton im Dezember 1996 zum Stabschef ernannt. Eine seiner Haupttätigkeiten war dabei die Aushandlung des Bundesbudgets zwischen der Regierung und dem Kongress. Im Oktober 1998 kehrte er wieder nach North Carolina zurück. Vom Gouverneur des Bundesstaats, Jim Hunt, war er dabei gefragt worden, ob er einer Kommission zur Förderung von ländlicher Wirtschaftsentwicklung vorstehen möchte.

## Bewerbung für den Senat
Obwohl er zuvor ein politisches Amt immer abgelehnt hatte, erwog Bowles eine Bewerbung für den Senat nach den Terroranschlägen des 11. September 2001. Im Oktober 2001 gab er die Kandidatur als demokratischer Kandidat bekannt. Im Versuch, den von Jesse Helms freigewordenen Sitz zu bekommen, konnte er zwar die Nominierung durch seine Partei erringen, sich jedoch nicht gegen die republikanische Kontrahentin Elizabeth Dole durchsetzen.
2004 unternahm er einen erneuten Versuch, um den von John Edwards verlassenen Sitz zu bekommen. In einem scharf umkämpften Rennen stand er dem Republikaner Richard Burr und dem Kandidaten der Libertarian Party, Tom Bailey, gegenüber. Im letzten Monat brachen die Umfragewerte von Bowles und Burr ein. Burrs Kampagne hatte sich darauf konzentriert, Bowles’ Verbindungen zur Regierung Clinton anzugreifen, während Bowles’ Kampagne auf Burrs Unterstützung für Handelsrechtsreformen und auf die Wahlkampfspenden, die dieser erhalten hatte, zielte. Beide Lager setzten hohe Summen ein, sodass diese Kampagnen zu den bis dahin kostspieligsten in der Geschichte des Bundesstaats wurden.
Trotz einer frühen Führung in den Umfragen nach den Vorwahlen sowie der Kandidatur des Demokraten Mike Easley für eine zweite Amtszeit als Gouverneur wurde Bowles auch beim zweiten Versuch geschlagen. Präsident Bushs leichter Wahlsieg in North Carolina half dem Parteikollegen Burr wahrscheinlich sehr. In seiner Rede in Raleigh, dem demokratischen Hauptquartier, dankte Bowles nach den Wahlen seinen Unterstützern, deutete aber an, dass er nun nicht mehr antreten würde. Dabei zitierte er seinen Vater, als er sagte: „Es gibt viele Wege, der Gesellschaft zu helfen“, und dass ein politisches Amt nur einer davon wäre.
Folgerichtig nahm Bowles 2005 eine Ernennung der Vereinten Nationen zu einem Vizebeauftragten für Länder, die von Tsunamis betroffen sind, an. Auch hier arbeitete er wieder für Bill Clinton, der als UN-Sonderbotschafter tätig war.

## Seit 2005
Am 3. Oktober 2005 wurde Bowles in das Direktorium der Universität von North Carolina als Rektor gewählt, er folgte dabei Molly Corbett Broad.  Er amtierte als Rektor bis 2010 und wurde von Thomas Warren Ross abgelöst. Barack Obama nominierte ihn 2010 für die Leitung einer überparteilichen Kommission zur Schuldensenkung, der National Commission on Fiscal Responsibility and Reform. Er und Alan K. Simpson waren Ko-Vorsitzende dieses Gremiums, das sich im Dezember 2010 nicht auf einen Abschlussbericht einigen konnte und damit folgenlos blieb.
Als Geschäftsmann saß Bowles unter anderem in den Aufsichtsräten von General Motors, Morgan Stanley, Norfolk Southern, Facebook Inc. (seit 2011) und anderen Firmen mit Sitz in North Carolina.

## Wahlergebnisse
- 2002: Kandidatur für den Senat der Vereinigten Staaten
  - Elizabeth Dole (R), 54 %
  - Erskine Bowles (D), 45 %
- 2004: Kandidatur für den Senat der Vereinigten Staaten
  - Richard Burr (R), 52 %
  - Erskine Bowles (D), 47 %
  - Tom Bailey (Lib.), 1 %